# Cotylogasteroides occidentalis
Cotylogasteroides occidentalis är en plattmaskart som först beskrevs av Nickerson 1902.  Cotylogasteroides occidentalis ingår i släktet Cotylogasteroides och familjen Aspidogastridae. Inga underarter finns listade i Catalogue of Life.